# フラニェート・ラバーテ
フラニェート・ラバーテ（イタリア語: Fragneto l'Abate）は、イタリア共和国カンパニア州ベネヴェント県にある、人口約1,000人の基礎自治体（コムーネ）。

## 地理

### 位置・広がり
ベネヴェント県のコムーネ。県都ベネヴェントから北へ14kmの距離にある。

#### 隣接コムーネ
隣接するコムーネは以下の通り。
- カンポラッターロ
- チルチェッロ
- フラニェート・モンフォルテ
- ペスコ・サンニータ
- レイーノ